# Colli Orientali del Friuli Merlot riserva
Le Colli Orientali del Friuli Merlot riserva est un vin rouge italien de la région Frioul-Vénétie Julienne doté d'une appellation DOC depuis le 20 juillet 1970. Seuls ont droit à la DOC les vins rouges récoltés à l'intérieur de l'aire de production définie par le décret. Les vignobles autorisés se situent au nord - est de la province d'Udine dans les communes de Tarcento, Nimis, Faedis, Povoletto, Attimis, Torreano, San Pietro al Natisone, Prepotto, Premariacco, Buttrio, Manzano, San Giovanni al Natisone et Corno di Rosazzo.
Vieillissement minimum légal: 2 ans.
Le Colli Orientali del Friuli Merlot riserva répond à un cahier des charges plus exigeant que le Colli Orientali del Friuli Merlot, essentiellement en relation avec le vieillissement.

## Caractéristiques organoleptiques
- couleur: rouge rubis tendant vers un rouge grenat après vieillissement.
- odeur: caractéristique, agréable
- saveur: sec, plein, harmonique,

Le Colli Orientali del Friuli Merlot riserva se déguste à une température comprise entre 14 et 16 °C. Il se gardera 3 - 4 ans.

## Production
Province, saison, volume en hectolitres :
- pas de données disponibles